# Principado de Phalsburgo e Lixheim
O Principado de Phalsburgo e Lixheim (em francês:  Principauté de Phalsbourg et Lixheim e em alemão:  Fürstentum Pfalzburg und Lixheim) foi um efémero principado do Sacro Império Romano-Germânico, criado em 1629 e dissolvido em 1702.
Era constituído pelos senhorios de Phalsbourg , Lixheim e Montbronn bem como pelas regiões dos castelos de Hérange, Lutzelbourg e Vilsberg.
Phalsburgo é cedido por um curto período ao reino de França pelo Tratado de Vincennes (1661).
A morte da princesa Henriqueta de Lorena (1605-1660) que ocorre no mesmo período, tem por consequência o regresso do principado ao Ducado Soberano da Lorena, enquanto que a parte de Lixheim conserva o título principesco até 1702. Nessa data, o principado de Lixheim é, por sua vez, reintegrado na Lorena, que o governa durante algum tempo como uma província estrangeira.

## Geografia
A configuração geográfica do principado dá-lhe a forma dum Y estando centrado em redor da região de Phalsbourg e de Lixheim, com uma parte mais a norte que formava o arrondissement de Sarrebourg. Incluía também três enclaves : Hellering-lès-Fénétrange no noroeste, os três Hambach do condado de Morhange (Gross-Hambach, Klein-Hambach e Roth), situados próximo de Sarreguemines, e ainda o senhorio de Montbronn no Condado de Bitche.

## História
O duque da Lorena Carlos IV, que pertencia ao ramo cadete dos condes de Vaudémont, pretendia que as suas irmãs tivessem a dignidade de princesas.
Em 1620, Frederico V, Rei da Boêmia e Príncipe-Eleitor do Palatindo, é derrotado na batalha da Montanha Branca. Ele é, então, banido do Império, vendo-se forçado a vender as suas possessões na Lorena, a saber, Lixheim, Graufthal, Hérange e Montbronn, ao Duque Henrique II da Lorena; a escritura de venda tem as datas de 10 de outubro e de 18 de novembro de 1623.
Por ocasião do casamento de sua sobrinha Henriqueta de Lorena com Luís de Guise, barão de Ancerville, o duque Henrique II cede a este último os senhorios que acabara de adquirir, que se iriam juntar ao senhorio de Phalsburgo-Einartzhausen já lhe fora, em 18 de abril  de 1621, pelo mesmo duque. Pelos serviços prestado por Luís de Guise, o imperador Fernando II, pela Bula de Ouro de 12 de fevereiro de  1629, eleva o Principado de Phalsburgo a estado imediato do Sacro-Império  . Esse alto reconhecimento é reiterado e confirmado pelo imperador Fernando III, em Linz, no dia 25 de novembro de 1645.
Henriqueta de Lorena, de 1629 a 1660, e os seus sucessivos maridos (Luís de Guise, de 1629 a 1631; Carlo Guasco, marquês de Sallerio, em 1645; e, por fim, Francisco Grimaldi, de 1653 a 1661), usaram os títulos de príncipe e princesa de Phalsburgo. Jacques Callot grava uma figura equestre de Luís de Guise, sob o título Le Prince de Phalsbourg. A sua residência era no castelo de Sampigny (Mosa) bem como em dois palacetes em Neufchâteau (Vosges) e Saint-Avold (Mosela).
Nos anos 1630s, toda a região é devasta pela Guerra dos Trinta Anos, e diversas localidades do principado são completamente destruídas, nomeadamente Guntzviller e Saint Louis que serão reconstruídas apenas em 1700.
Henriqueta de Lorena morre em 1660 e, por não ter herdeiro direto, as suas terras regressam ao domínio Ducal por um despacho da Câmara de Contas do Ducado da Lorena datado de 1661, exceto o Principado de Lixheim e o castelo de Sampigny os quais Francisco Grimaldi conservava o direito de usufruto. Ao morrer, em 1693, o príncipe foi sepultado na Igreja de Sampigny. 
Na sequência da morte sem posteridade de Alexandre Grimaldi, sobrinho e herdeiro de Francisco, o efémero principado é reintegrado no Ducado da Lorena em 1702.

## Lista dos Príncipes
- 1629-1660: Henriqueta de Lorena
  - 1629-1631: com Luís de Guise, Barão de Ancerville (primeiro marido)
  - 1652-1660: com Francisco Grimaldi (quarto marido)
- 1660-1661: interregno[9]
- 1661-1693: Francisco Grimaldi – só em Lixheim (último cônjuge de Henriquesta)
- 1693-1702: Alexandre Grimaldi – só em Lixheim (sobrinho do anterior)